# Vương Tọa (shogi)
Vương Tọa chiến 王座戦 ( Ōza-sen) là một trong tám giải đấu tranh danh hiệu lớn của giới Shogi chuyên nghiệp Nhật Bản, được tổ chức bởi Liên đoàn Shogi Nhật Bản và tài trợ bởi nhật báo Nihon Keizai Shimbun.
Giải đấu này được thành lập vào năm 1953 với tư cách là một giải đấu không danh hiệu (cùng năm với giải tranh danh hiệu Vương Tọa của cờ vây) và được kỳ thủ Hanamura Motoji Bát đẳng đặt tên là Vương Tọa chiến.
Từ năm 1983 (kỳ 31), Vương Tọa chiến trở thành giải đấu tranh danh hiệu chính thức của Shogi Nhật Bản, tiến lên từ Giải giao hữu Shogi giữa các thế hệ. Kỳ thủ chiến thắng loạt tranh ngôi 5 ván sẽ giành danh hiệu Vương Tọa 王座 ( Ōza).

## Thể thức
Khiêu chiến giả được xác định sau 3 vòng: Vòng Sơ loại thứ Nhất, vòng Sơ loại thứ Hai và vòng Chung kết. Khiêu chiến giả sẽ đấu một loạt tranh ngôi 5 ván thắng 3 với đương kim Vương Tọa. Các kỳ thủ lọt vào top 4 của kỳ trước (bao gồm Vương Tọa nếu thua loạt tranh ngôi) và các kỳ thủ sở hữu danh hiệu sẽ được xếp vào diện hạt giống và được vào thẳng vòng Chung kết mà không cần qua 2 vòng Sơ loại. Do đó, số kỳ thủ hạt giống có chênh lệch giữa từng kỳ.
Thời gian cho mỗi kỳ thủ ở tất cả các giai đoạn (bao gồm loạt tranh ngôi) là 5 tiếng mỗi bên (thi đấu trong 1 ngày). Kể từ kỳ 67, thời gian được tính theo thể thức đồng hồ cờ vua.
Từ tháng 2 năm 2021, các Nữ lưu kỳ sĩ tiến vào top 8 của vòng Chung kết sẽ được quyền thực hiện bài kiểm tra để lên chuyên.

### Vòng Sơ loại thứ Nhất
Các kỳ thủ không thuộc diện hạt giống và đang ở hạng C1 trở xuống tại Thuận Vị chiến (trừ các kỳ thủ sở hữu danh hiệu Vĩnh thế) và 4 Nữ lưu kỳ sĩ sẽ thi đấu loại trực tiếp để chọn ra 6 kỳ thủ tiến vào vòng Sơ loại thứ Hai. Ngoài ra, các kỳ thủ ở hạng C1 trở xuống và không thuộc diện hạt giống vẫn có thể bỏ qua vòng Sơ loại thứ Nhất nếu có thành tích tốt ở kỳ trước (sẽ nói thêm ở bên dưới).

### Vòng Sơ loại thứ Hai
6 kỳ thủ đi tiếp từ vòng Sơ loại thứ Nhất và tất cả các kỳ thủ còn lại không thuộc diện hạt giống sẽ thi đấu loại trực tiếp để chọn ra các kỳ thủ tiến vào vòng Chung kết. Số kỳ thủ đi tiếp sẽ dao động từ 4 (12 hạt giống - 8 kỳ thủ khác nhau sở hữu 8 danh hiệu và không có kỳ thủ nào trong top 4 sở hữu danh hiệu) đến 12 (4 hạt giống - top 4 kỳ trước, và đương kim Vương Tọa sở hữu tất cả 7 danh hiệu còn lại). Trung bình mỗi năm sẽ lấy 10 kỳ thủ từ vòng Sơ loại thứ Hai.

### Vòng Chung kết
Các kỳ thủ đi tiếp từ vòng Sơ loại thứ Hai cùng các kỳ thủ hạt giống (tổng cộng 16 người) sẽ đấu loại trực tiếp để xác định Khiêu chiến giả. Khiêu chiến giả sẽ thi đấu một loạt 5 ván thắng 3 cùng đương kim Vương Tọa.
Thời gian bắt đầu ván Xác định Khiêu chiến giả (ván chung kết) được đẩy lên 9 giờ sáng (giờ Nhật Bản) từ kỳ 65.

#### Trường hợp kỳ thủ tham gia Vòng Chung kết hết thời gian ở Free Class
Nếu có kỳ thủ đã hết thời gian ở Free Class nhưng tiến được vào top 4 của vòng Chung kết, kỳ thủ đó tuy không được tham gia các giải đấu khác nữa nhưng vẫn được phép tiếp tục tham gia Vương Tọa chiến kỳ sau và chưa phải giải nghệ.

### Loạt tranh ngôi 5 ván
Khiêu chiến giả đấu một loạt 5 ván thắng 3 với đương kim Vương Tọa. Các ván đấu được tổ chức tại các khách sạn, quán trọ và nhà hàng trên khắp Nhật Bản.
Thời gian nghỉ trong các ván đấu như sau: 50 phút ăn trưa từ 12 giờ 10 phút đến 13 giờ (từ kỳ 67), 30 phút ăn tối từ 17 giờ (từ kỳ 71). Từ kỳ 63 về trước, thời gian ăn trưa và ăn tối đều là 60 phút (lần lượt từ 12 giờ và 18 giờ). Từ kỳ 64 đến kỳ 66, thời gian nghỉ trở thành 50 phút (ăn trưa từ 12 giờ 10/ăn tối từ 18 giờ 10). Từ kỳ 67 đến kỳ 70, thời gian ăn tổi chuyển thành 30 phút từ 17 giờ 30 đến 18 giờ (thời gian ăn trưa không đổi). Thời gian ăn trưa cũng bị rút ngắn so với trước. Tuy nhiên, Vương Tọa chiến vẫn là một trong 2 loạt tranh ngôi duy nhất trong 8 loạt tranh danh hiệu chính thức của Shogi Nhật Bản có thời gian ăn tối, cùng Danh Nhân chiến (thi đấu trong 2 ngày).
Loạt tranh ngôi được phát trực tiếp bởi các nhà đài Abema và Paravi (từ năm 2019). Trước đây loạt tranh ngôi cũng được phát bởi nhà đài Niconico (cho đến năm 2019).

### Sự thay đổi thể thức qua các kỳ
| Kỳ          | Trạng thái                          | Loạt tranh ngôi | Loạt tranh ngôi          | Loạt tranh ngôi                                       | Vòng Chung kết     | Vòng Chung kết                      | Vòng SL2 | Vòng SL1          | Vòng SL1     |
| Kỳ          | Trạng thái                          | Số ván          | Thời gian mỗi bên        | Phương thức                                           | Số kỳ thủ tham gia | Điều kiện xếp hạt giống             | Điều kiện xếp hạt giống | Số kỳ thủ đi tiếp | Số kỳ thủ nữ |
| ----------- | ----------------------------------- | --------------- | ------------------------ | ----------------------------------------------------- | ------------------ | ----------------------------------- | --- | ----------------- | ------------ |
| 1-11        | Giải đấu không danh hiệu            | 3 ván thắng 2   | 7 tiếng                  | 2 kỳ thủ xuất sắc nhất vòng Chung kết tranh danh hiệu | 16                 | Không rõ                            | Không rõ | Không rõ          | Không có     |
| 12-13       | Giải đấu không danh hiệu            | 3 ván thắng 2   | 7 tiếng                  | 2 kỳ thủ xuất sắc nhất vòng Chung kết tranh danh hiệu | 16                 | Không rõ                            | Không rõ | 2                 | Không có     |
| 14-17       | Giải đấu không danh hiệu            | 3 ván thắng 2   | 6 tiếng                  | 2 kỳ thủ xuất sắc nhất vòng Chung kết tranh danh hiệu | 16                 | Không rõ                            | Không rõ | 2                 | Không có     |
| 18-23       | Giải đấu không danh hiệu            | 3 ván thắng 2   | 6 tiếng                  | Đương kim Vương Tọa vs. Khiêu chiến giả               | 16                 | Không rõ                            | Không rõ | 2                 | Không có     |
| 24-30       | Giải đấu không danh hiệu            | 3 ván thắng 2   | 6 tiếng                  | Đương kim Vương Tọa vs. Khiêu chiến giả               | 16                 | Không rõ                            | Không rõ | 3                 | Không có     |
| 31-36       | Giải đấu tranh danh hiệu chính thức | 5 ván thắng 3   | 6 tiếng                  | Đương kim Vương Tọa vs. Khiêu chiến giả               | 16                 | - Top 4 kỳ trước - Sở hữu danh hiệu | - Ở hạng B2 Thuận Vị chiến trở lên - Tiến đến vòng Chung kết kỳ trước - Khiêu chiến hoặc để mất danh hiệu - Chiến thắng một giải đấu không danh hiệu - Tham gia vòng SL2 kỳ trước qua vòng SL1 và thắng ít nhất 1 ván | 3                 | Không có     |
| 37-38       | Giải đấu tranh danh hiệu chính thức | 5 ván thắng 3   | 5 tiếng                  | Đương kim Vương Tọa vs. Khiêu chiến giả               | 16                 | - Top 4 kỳ trước - Sở hữu danh hiệu | - Ở hạng B2 Thuận Vị chiến trở lên - Tiến đến vòng Chung kết kỳ trước - Khiêu chiến hoặc để mất danh hiệu - Chiến thắng một giải đấu không danh hiệu - Tham gia vòng SL2 kỳ trước qua vòng SL1 và thắng ít nhất 1 ván | 3                 | Không có     |
| 39-49       | Giải đấu tranh danh hiệu chính thức | 5 ván thắng 3   | 5 tiếng                  | Đương kim Vương Tọa vs. Khiêu chiến giả               | 16                 | - Top 4 kỳ trước - Sở hữu danh hiệu | - Ở hạng B2 Thuận Vị chiến trở lên - Tiến đến vòng Chung kết kỳ trước - Khiêu chiến hoặc để mất danh hiệu - Chiến thắng một giải đấu không danh hiệu - Tham gia vòng SL2 kỳ trước qua vòng SL1 và thắng ít nhất 1 ván | 5                 | 2            |
| 50-53       | Giải đấu tranh danh hiệu chính thức | 5 ván thắng 3   | 5 tiếng                  | Đương kim Vương Tọa vs. Khiêu chiến giả               | 16                 | - Top 4 kỳ trước - Sở hữu danh hiệu | - Ở hạng B2 Thuận Vị chiến trở lên - Tiến đến vòng Chung kết kỳ trước - Khiêu chiến hoặc để mất danh hiệu - Chiến thắng một giải đấu không danh hiệu - Tham gia vòng SL2 kỳ trước qua vòng SL1 và thắng ít nhất 1 ván | 5                 | 3            |
| 54-55       | Giải đấu tranh danh hiệu chính thức | 5 ván thắng 3   | 5 tiếng                  | Đương kim Vương Tọa vs. Khiêu chiến giả               | 16                 | - Top 4 kỳ trước - Sở hữu danh hiệu | - Ở hạng B2 Thuận Vị chiến trở lên - Tiến đến vòng Chung kết kỳ trước - Khiêu chiến hoặc để mất danh hiệu - Chiến thắng một giải đấu không danh hiệu - Tham gia vòng SL2 kỳ trước qua vòng SL1 và thắng ít nhất 1 ván | 5                 | 4            |
| 56-66       | Giải đấu tranh danh hiệu chính thức | 5 ván thắng 3   | 5 tiếng                  | Đương kim Vương Tọa vs. Khiêu chiến giả               | 16                 | - Top 4 kỳ trước - Sở hữu danh hiệu | - Ở hạng B2 Thuận Vị chiến trở lên - Tiến đến vòng Chung kết kỳ trước - Khiêu chiến hoặc để mất danh hiệu - Chiến thắng một giải đấu không danh hiệu - Tham gia vòng SL2 kỳ trước qua vòng SL1 và thắng ít nhất 1 ván | 5                 | 4            |
| 66-67       | Giải đấu tranh danh hiệu chính thức | 5 ván thắng 3   | 5 tiếng                  | Đương kim Vương Tọa vs. Khiêu chiến giả               | 16                 | - Top 4 kỳ trước - Sở hữu danh hiệu | - Ở hạng B2 Thuận Vị chiến trở lên - Tiến đến vòng Chung kết kỳ trước - Khiêu chiến hoặc để mất danh hiệu - Chiến thắng một giải đấu không danh hiệu - Tham gia vòng SL2 kỳ trước qua vòng SL1 và thắng ít nhất 1 ván | 6                 | 4            |
| 67-hiện tại | Giải đấu tranh danh hiệu chính thức | 5 ván thắng 3   | 5 tiếng (đồng hồ cờ vua) | Đương kim Vương Tọa vs. Khiêu chiến giả               | 16                 | - Top 4 kỳ trước - Sở hữu danh hiệu | - Ở hạng B2 Thuận Vị chiến trở lên - Tiến đến vòng Chung kết kỳ trước - Khiêu chiến hoặc để mất danh hiệu - Chiến thắng một giải đấu không danh hiệu - Tham gia vòng SL2 kỳ trước qua vòng SL1 và thắng ít nhất 1 ván | 6                 | 4            |

Về các kỳ thủ thuộc Free Class (không tham gia Thuận Vị chiến), các kỳ thủ sở hữu danh hiệu Vĩnh thế như Yonenaga Kunio Vĩnh thế Kỳ Thánh, Nakahara Makoto Thập lục thế Danh Nhân hay Moriuchi Toshiyuki Thập bát thế Danh Nhân vẫn được xếp hạt giống vào vòng Sơ loại thứ Hai. Tương tự, kỳ thủ Katsuura Osamu chuyển từ hạng B2 sang Free Class vẫn được xếp hạt giống vào vòng Sơ loại thứ Hai từ kỳ 46 đến kỳ 52.

## Thành tích của các Nữ lưu kỳ sĩ
Kể từ Vương Tọa chiến kỳ 39 (năm 1990), các Nữ lưu kỳ sĩ được tham gia thi đấu. Kể từ kỳ 54 (năm 2005), số Nữ lưu kỳ sĩ tham gia được tăng lên 4. Từ kỳ 55 (năm sau đó) đến kỳ 59, tất cả các ván đấu ở vòng 1 vòng Sơ loại thứ Nhất có Nữ lưu kỳ sĩ thi đấu đều được đấu cùng ngày, và đều được phân tích trên bàn cờ lớn trực tuyến.
| Kỳ | Ngày đấu            | Kết quả                  |
| -- | ------------------- | ------------------------ |
| 55 | 29 tháng 7 năm 2006 | Nam thắng 4 - Nữ thắng 0 |
| 56 | 28 tháng 7 năm 2007 | Nam thắng 4 - Nữ thắng 0 |
| 57 | 26 tháng 7 năm 2008 | Nam thắng 4 - Nữ thắng 0 |
| 58 | 11 tháng 7 năm 2009 | Nam thắng 3 - Nữ thắng 1 |
| 59 | 31 tháng 7 năm 2010 | Nam thắng 4 - Nữ thắng 0 |

Các kỳ thủ nữ được chọn đều là những Nữ lưu kỳ sĩ hàng đầu, đang sở hữu danh hiệu. Hầu hết các ván đấu tại vòng 1 của họ đều là các ván với những kỳ thủ Tứ đẳng mới lên chuyên. Khả năng thắng của các Nữ lưu kỳ sĩ là một chủ đề thường xuyên được bàn tán, và sau 3 năm nam giới toàn thắng, vào năm 2009, Ishibashi Sachio Nữ lưu Vương Vị đã mang về chiến thắng đầu tiên cho giới Nữ lưu và tiến vào vòng 2.
Kể từ kỳ 60 (năm 2011), các ván đấu của giới Nữ lưu không còn đấu cùng ngày nữa, và 4 kỳ thủ Nữ lưu cũng không thay đổi. Số ván thắng của giới Nữ lưu là 0 ván ở kỳ 60, 1 ván ở kỳ 61, 0 ván ở kỳ 62, 2 ván ở kỳ 63, 2 ván ở kỳ 64, 0 ván ở kỳ 65, và 1 ván ở kỳ 66. Đặc biệt, ở kỳ 63, kỳ thủ Kagawa Manao đã chiến thắng 2 ván liên tiếp và tiến vào vòng 3.
Ở kỳ 67 (năm 2018), kỳ thủ Satomi Kana đã trở lại thi đấu tại Vương Tọa chiến lần đầu tiên kể từ kỳ 57 và về nhì vòng Sơ loại thứ Nhất với 3 ván thắng liên tiếp và vượt qua kỳ lục của Kagawa. Đồng thời, Watanabe Mana cũng thắng 3 ván liên tiếp và về nhì vòng Sơ loại thứ Nhất. Cùng với 1 ván thắng của Itō Sae, giới Nữ lưu đã có 7 ván thắng tại kỳ Vương Tọa lịch sử này,
Kể từ tháng 2 năm 2021, các kỳ thủ Nữ lưu tiến vào top 8 vòng Chung kết sẽ được quyền làm bài kiểm tra để thăng lên Tứ đẳng chuyên nghiệp.

## Danh dự Vương Tọa
Danh hiệu Vĩnh thế của Vương Tọa chiến là Danh dự Vương Tọa 名誉王座 ( meiyo ōza). Kỳ thủ giành danh hiệu Vương Tọa liên tiếp 5 kỳ hoặc tổng cộng 10 kỳ sẽ đạt điều kiện được trao danh hiệu này. Trong số 8 danh hiệu Vĩnh thế lớn của Shogi Nhật Bản, chỉ có Danh dự Vương Tọa có từ "Danh dự" thay vì "Vĩnh thế" (Danh hiệu Vĩnh thế của một giải đấu không danh hiệu khác là Cúp NHK Danh dự cũng có từ "Danh dự" do cùng nhà tài trợ).
Vào tháng 9 năm 1996, nhà tài trợ của Vương Tọa chiến, nhật báo Nihon Keizai Shimbun đã thiết lập điều kiện cho Danh dự Vương Tọa, và Nakahara Makoto đã đạt đủ điều kiện với tổng cộng 16 lần chiến thắng loạt tranh ngôi (10 lần khi giải còn là giải không danh hiệu, 6 lần khi trở thành giải danh hiệu chính thức). Cùng năm đó, Habu Yoshiharu giành được kỳ Vương Tọa thứ 5 liên tiếp của ông và đạt điều kiện cho danh hiệu này.
Khác với các danh hiệu Vĩnh thế khác, Danh dự Vương Tọa được trao khi kỳ thủ tròn 60 tuổi, kể cả khi vẫn còn hoạt động. Do đó, Nakahara Makoto bắt đầu sử dụng danh hiệu này từ ngày 2 tháng 9 năm 2007, sinh nhật 60 tuổi của ông.

## Kết quả các loạt tranh ngôi
| Kết quả các ván trong loạt tranh ngôi (theo góc nhìn của đương kim Vương Tọa) ○：Thắng ●：Thua 千：Lặp lại nước đi 持：Bế tắc Kết quả loạt tranh ngôi \| Chữ đậm \| : Giành danh hiệu Vương Tọa (chiến thắng loạt tranh ngôi) \| Chữ đậm \| ：Đạt điều kiện Danh dự Vương Tọa（chiến thắng loạt tranh ngôi） \| - Đối với kỳ 1, loạt tranh ngôi đấu 1 ván, từ kỳ 2 trở đi, loạt tranh ngôi đấu 3 ván. Vòng Chung kết △：Kỳ thủ đi tiếp từ vòng Sơ loại thứ Nhất |                                                           |         |                                                                  |
| Chữ đậm | : Giành danh hiệu Vương Tọa (chiến thắng loạt tranh ngôi) | Chữ đậm | ：Đạt điều kiện Danh dự Vương Tọa（chiến thắng loạt tranh ngôi） |

### Giải đấu không danh hiệu (mùa giải 1953 - 1982)
| Lần | Mùa giải | Vô địch           | Kết quả  | Về nhì             |
| --- | -------- | ----------------- | -------- | ------------------ |
| 1   | 1953     | Ōyama Yasuharu    | ○(1 ván) | Maruta Yūzō        |
| 2   | 1954     | Ōyama Yasuharu    | ○●□      | Masuda Kōzō        |
| 3   | 1955     | Ōyama Yasuharu    | ●○○      | Nada Renshō        |
| 4   | 1956     | Kobori Seiichi    | ○●○      | Takashima Kazukiyo |
| 5   | 1957     | Matsuda Shigeyuki | ●○○      | Kobori Seiichi     |
| 6   | 1958     | Tsukada Masao     | ●○○      | Futakami Tatsuya   |
| 7   | 1959     | Ōyama Yasuharu    | ○○－     | Yamada Michiyoshi  |
| 8   | 1960     | Maruta Yūzō       | ○●○      | Ōyama Yasuharu     |
| 9   | 1961     | Honma Sōetsu      | ○○－     | Katō Hifumi        |
| 10  | 1962     | Katō Hifumi       | ○○－     | Kumagai Michihito  |

| Lần | Mùa giải | Vô địch           | Kết quả | Về nhì            |
| --- | -------- | ----------------- | ------- | ----------------- |
| 11  | 1963     | Nada Renshō       | ●○○     | Serizawa Hirobumi |
| 12  | 1964     | Ōyama Yasuharu    | ○○－    | Katō Hifumi       |
| 13  | 1965     | Maruta Yūzō       | ○○－    | Naitō Kunio       |
| 14  | 1966     | Ōyama Yasuharu    | ○○－    | Maruta Yūzō       |
| 15  | 1967     | Yamada Michiyoshi | ○○－    | Naitō Kunio       |
| 16  | 1968     | Ōyama Yasuharu    | ○○－    | Katō Hifumi       |
| 17  | 1969     | Nakahara Makoto   | ●○○     | Ariyoshi Michio   |

| Lần | Mùa giải | Vương Tọa         | Kết quả | Khiêu chiến giả   |
| --- | -------- | ----------------- | ------- | ----------------- |
| 18  | 1970     | Nakahara Makoto   | ○○－    | Futakami Tatsuya  |
| 19  | 1971     | Nakahara Makoto   | ○○－    | Katō Hifumi       |
| 20  | 1972     | Nakahara Makoto   | ○○－    | Naitō Kunio       |
| 21  | 1973     | Nakahara Makoto   | ○○－    | Ōno Gen'ichi      |
| 22  | 1974     | Nakahara Makoto   | ○●○     | Ōyama Yasuharu    |
| 23  | 1975     | Nakahara Makoto   | ●●－    | Kiriyama Kiyozumi |
| 24  | 1976     | Kiriyama Kiyozumi | ●●－    | Nakahara Makoto   |

| Lần | Mùa giải | Vương Tọa       | Kết quả | Khiêu chiến giả |
| --- | -------- | --------------- | ------- | --------------- |
| 25  | 1977     | Nakahara Makoto | ○○－    | Ōuchi Nobuyuki  |
| 26  | 1978     | Nakahara Makoto | ○○－    | Ōuchi Nobuyuki  |
| 27  | 1979     | Nakahara Makoto | ○○－    | Ōuchi Nobuyuki  |
| 28  | 1980     | Nakahara Makoto | ●●－    | Ōyama Yasuharu  |
| 29  | 1981     | Ōyama Yasuharu  | ○●○     | Katsuura Osamu  |
| 30  | 1982     | Ōyama Yasuharu  | ●●－    | Naitō Kunio     |

### Giải tranh danh hiệu chính thức (mùa giải 1983 - nay)
| Kỳ | Mùa giải | Loạt tranh ngôi 5 ván | Loạt tranh ngôi 5 ván | Loạt tranh ngôi 5 ván          | Vòng Chung kết     | Vòng Chung kết                         |
| Kỳ | Mùa giải | Vương Tọa             | Kết quả               | Khiêu chiến giả                | Thua ván XĐKCG     | Top 4                                  |
| -- | -------- | --------------------- | --------------------- | ------------------------------ | ------------------ | -------------------------------------- |
| 31 | 1983     | Naitō Kunio           | ●○● (loạt 3 ván)      | Nakahara Makoto                | Miyata Toshio△     | Katō Hifumi / Kiriyama Kiyozumi        |
| 32 | 1984     | Nakahara Makoto       | ●●○○○                 | Moriyasu Hidemitsu             | Manabe Kazuo       | Tanaka Torahiko / Naitō Kunio          |
| 33 | 1985     | Nakahara Makoto       | ●○○○－                | Tanigawa Kōji                  | Tanaka Torahiko    | Mori Keiji / Takahashi Michio          |
| 34 | 1986     | Nakahara Makoto       | ○○○－－               | Kiriyama Kiyozumi              | Tanigawa Kōji      | Moriyasu Hidemitsu / Tamaru Noboru     |
| 35 | 1987     | Nakahara Makoto       | ○○●●●                 | Tsukada Yasuaki                | Nakamura Osamu     | Moriyasu Hidemitsu / Tanigawa Kōji     |
| 36 | 1988     | Tsukada Yasuaki       | ●●●－－               | Nakahara Makoto                | Kiriyama Kiyozumi  | Katō Hifumi / Inoue Keita△             |
| 37 | 1989     | Nakahara Makoto       | ●○●○○                 | Aono Teruichi                  | Minami Yoshikazu   | Inoue Keita / Takahashi Michio         |
| 38 | 1990     | Nakahara Makoto       | ●○●●－                | Tanigawa Kōji                  | Takahashi Michio   | Naitō Kunio / Tsukada Yasuaki          |
| 39 | 1991     | Tanigawa Kōji         | ●●○○千●               | Fukusaki Bungo                 | Yonenaga Kunio     | Nakahara Makoto / Minami Yoshikazu     |
| 40 | 1992     | Fukusaki Bungo        | ●●●－－               | Habu Yoshiharu                 | Yonenaga Kunio     | Kiriyama Kiyozumi / Tomioka Eisaku     |
| 41 | 1993     | Habu Yoshiharu        | ○●○○－                | Tanigawa Kōji                  | Moriuchi Toshiyuki | Shima Akira / Nakamura Osamu           |
| 42 | 1994     | Habu Yoshiharu        | ○○○－－               | Tanigawa Kōji                  | Yonenaga Kunio     | Tomioka Eisaku / Minami Yoshikazu      |
| 43 | 1995     | Habu Yoshiharu        | ○○○－－               | Mori Keiji                     | Fukaura Kōichi△    | Yonenaga Kunio / Satō Yasumitsu        |
| 44 | 1996     | Habu Yoshiharu        | ○○○－－               | Shima Akira                    | Tanigawa Kōji      | Takahashi Michio / Mori Keiji          |
| 45 | 1997     | Habu Yoshiharu        | ○○○－－               | Shima Akira                    | Gōda Masataka      | Morishita Taku / Hatakeyama Naruyuki   |
| 46 | 1998     | Habu Yoshiharu        | ●●○○○                 | Tanigawa Kōji                  | Gōda Masataka      | Fukaura Kōichi / Minami Yoshikazu      |
| 47 | 1999     | Habu Yoshiharu        | ○●○○－                | Maruyama Tadahisa              | Gōda Masataka      | Nakahara Makoto / Satō Yasumitsu       |
| 48 | 2000     | Habu Yoshiharu        | ●○千●○○               | Fujii Takeshi                  | Tanigawa Kōji      | Satō Yasumitsu / Maruyama Tadahisa     |
| 49 | 2001     | Habu Yoshiharu        | ○○●○－                | Kubo Toshiaki                  | Maruyama Tadahisa  | Satō Yasumitsu / Moriuchi Toshiyuki    |
| 50 | 2002     | Habu Yoshiharu        | ○○○－－               | Satō Yasumitsu                 | Fujii Takeshi      | Morishita Taku / Moriuchi Toshiyuki    |
| 51 | 2003     | Habu Yoshiharu        | ○●●千○○               | Watanabe Akira                 | Abe Takashi        | Maruyama Tadahisa / Moriuchi Toshiyuki |
| 52 | 2004     | Habu Yoshiharu        | ○○●○－                | Moriuchi Toshiyuki             | Watanabe Akira     | Miura Hiroyuki / Horiguchi Kazushiza   |
| 53 | 2005     | Habu Yoshiharu        | 千○○○－－             | Satō Yasumitsu                 | Fukaura Kōichi     | Maruyama Tadahisa / Nakamura Osamu     |
| 54 | 2006     | Habu Yoshiharu        | ○○○－－               | Satō Yasumitsu                 | Fukaura Kōichi     | Watanabe Akira / Morishita Taku        |
| 55 | 2007     | Habu Yoshiharu        | ○○○－－               | Kubo Toshiaki                  | Moriuchi Toshiyuki | Gōda Masataka / Satō Yasumitsu         |
| 56 | 2008     | Habu Yoshiharu        | ○○○－－               | Kimrua Kazuki                  | Tanigawa Kōji      | Gōda Masataka / Suzuki Daisuke         |
| 57 | 2009     | Habu Yoshiharu        | ○○○－－               | Yamasaki Takayuki              | Nakagawa Daisuke   | Fujii Takeshi / Watanabe Akira         |
| 58 | 2010     | Habu Yoshiharu        | ○○○－－               | Fujii Takeshi                  | Fukaura Kōichi     | Miura Hiroyuki / Aono Teruichi         |
| 59 | 2011     | Habu Yoshiharu        | ●●●－－               | Watanabe Akira                 | Kubo Toshiaki      | Maruyama Tadahisa / Yashiki Nobuyuki   |
| 60 | 2012     | Watanabe Akira        | ○●●千●－              | Habu Yoshiharu                 | Nakamura Taichi△   | Namekata Hisashi / Kimura Kazuki       |
| 61 | 2013     | Habu Yoshiharu        | ●○●千○○               | Nakamura Taichi                | Gōda Masataka      | Moriuchi Toshiyuki / Watanabe Akira    |
| 62 | 2014     | Habu Yoshiharu        | ○○●●○                 | Toyoshima Masayuki             | Maruyama Tadahisa  | Nakamura Taichi / Fukaura Kōichi       |
| 63 | 2015     | Habu Yoshiharu        | ○●●○○                 | Satō Amahiko                   | Toyoshima Masayuki | Kubo Toshiaki / Watanabe Akira         |
| 64 | 2016     | Habu Yoshiharu        | ○○○－－               | Itodani Tetsurō                | Satō Amahiko       | Inaba Akira / Matsuo Ayumu             |
| 65 | 2017     | Habu Yoshiharu        | ●●○●－                | Nakamura Taichi                | Aoshima Mirai△     | Saitō Shintarō / Sugai Tatsuya         |
| 66 | 2018     | Nakamura Taichi       | ●●○○●                 | Saitō Shintarō                 | Watanabe Akira     | Nagase Takuya△ / Fujii Sōta△           |
| 67 | 2019     | Saitō Shintarō        | 千●●●－－             | Nagase Takuya                  | Toyoshima Masayuki | Satō Yasumitsu / Habu Yoshiharu        |
| 68 | 2020     | Nagase Takuya         | ○●○●○                 | Kubo Toshiaki                  | Watanabe Akira     | Ōhashi Takahiro△ / Toyoshima Masayuki  |
| 69 | 2021     | Nagase Takuya         | ●○○○－                | Kimura Kazuki                  | Satō Yasumitsu     | Iijima Eiji / Ishii Kentarō△           |
| 70 | 2022     | Nagase Takuya         | ●千○○○－              | Toyoshima Masayuki             | Ōhashi Takahiro    | Kimura Kazuki / Ishii Kentarō          |
| 71 | 2023     | Nagase Takuya         | ○●●●－                | Fujii Sōta (Đạt được Bát quán) | Toyoshima Masayuki | Habu Yoshiharu / Watanabe Akira        |
| 72 | 2024     | Fujii Sōta            | ○○○－－               | Nagase Takuya                  | Habu Yoshiharu     | Hirose Akihito / Suzuki Daisuke        |

## Kỷ lục
- Tất cả các kỷ lục tính từ kỳ 31 về sau, khi Vương Tọa chiến trở thành giải tranh danh hiệu chính thức.

|            | Giành danh hiệu                         | Tham gia loạt tranh ngôi                  | Tham gia vòng Chung kết                  |
| ---------- | --------------------------------------- | ----------------------------------------- | ---------------------------------------- |
| Nhiều nhất | Habu Yoshiharu (24 kỳ)                  | Habu Yoshiharu (26 kỳ)                    | Habu Yoshiharu (30 kỳ)                   |
| Liên tiếp  | Habu Yoshiharu - 19 kỳ (kỳ 40 - 58)     | Habu Yoshiharu - 26 kỳ (kỳ 40 - 65)       | Habu Yoshiharu - 30 kỳ (kỳ 39 - 68)      |
| Già nhất   | Habu Yoshiharu - 46 tuổi 7 ngày (kỳ 64) | Mori Keiji - 49 tuổi 149 ngày (kỳ 43)     | Ōyama Yasuharu - 67 tuổi 49 ngày (kỳ 38) |
| Trẻ nhất   | Fujii Sōta - 21 tuổi 84 ngày (kỳ 71)    | Watanabe Akira - 19 tuổi 132 ngày (kỳ 51) | Fujii Sōta - 15 tuổi 292 ngày (kỳ 66)    |

- Tất cả các kỷ lục tính từ kỳ 31 về sau, khi Vương Tọa chiến trở thành giải tranh danh hiệu chính thức. Số trong ngoặc bao gồm cả các chức vô địch trước kỳ 31.
- Kỳ thủ đánh dấu "*" là đương kim Vương Tọa. Kỳ thủ có tên in đậm đã đạt điều kiện Danh dự Vương Tọa, số in đậm là kỷ lục nhiều nhất.

| Kỳ thủ          | Sở hữu danh hiệu | Sở hữu danh hiệu | Tham gia loạt tranh ngôi | Tham gia loạt tranh ngôi | Tham gia vòng Chung kết (bao gồm các kỳ sở hữu danh hiệu) | Tham gia vòng Chung kết (bao gồm các kỳ sở hữu danh hiệu) |
| Kỳ thủ          | Tổng cộng        | Liên tiếp        | Tổng cộng                | Liên tiếp                | Tổng cộng                                                 | Liên tiếp                                                 |
| --------------- | ---------------- | ---------------- | ------------------------ | ------------------------ | --------------------------------------------------------- | --------------------------------------------------------- |
| Habu Yoshiharu  | 24               | 19               | 26                       | 26                       | 31                                                        | 31                                                        |
| Nakahara Makoto | 6 (16)           | 4 (6)            | 8 (20)                   | 8 (12)                   | 17 (33)                                                   | 12 (28)                                                   |
| Nagase Takuya   | 4                | 4                | 5                        | 5                        | 8                                                         | 6                                                         |
| Tanigawa Kōji   | 1                | 1                | 6                        | 2                        | 26                                                        | 19                                                        |
| Watanabe Akira  | 1                | 1                | 3                        | 2                        | 21                                                        | 21                                                        |
| Nakamura Taichi | 1                | 1                | 3                        | 2                        | 8                                                         | 8                                                         |
| Fukusaki Bungo  | 1                | 1                | 2                        | 2                        | 9 (10)                                                    | 4                                                         |
| Tsukada Yasuaki | 1                | 1                | 2                        | 2                        | 9                                                         | 6                                                         |
| Saitō Shintarō  | 1                | 1                | 2                        | 2                        | 4                                                         | 4                                                         |
| Fujii Sōta*     | 2                | 2                | 2                        | 2                        | 6                                                         | 4                                                         |
| Ōyama Yasuharu  | 0 (9)            | 0 (3)            | 0 (12)                   | 0 (3)                    | 5 (35)                                                    | 2 (31)                                                    |

| Kỳ thủ           | Số kỳ tham gia | Liên tiếp | Kỳ                          | Thành tích cao nhất                      |
| ---------------- | -------------- | --------- | --------------------------- | ---------------------------------------- |
| Shimizu Ichiyo   | 24             | 18        | 39, 41-42, 44-61, 63-64, 68 | Thắng 1 ván tại vòng SL1 (kỳ 50, 51, 53) |
| Nakai Hiroe      | 12             | 5         | 39-43, 45, 47, 49, 51-54    | Thắng 1 ván tại vòng SL1 (kỳ 43)         |
| Ishibashi Sachio | 8              | 4         | 48, 52-55, 57-59            | Thắng 2 ván tại vòng SL1 (kỳ 53)         |
| Kai Tomomi       | 7              | 6         | 57, 59-64                   | Thắng 1 ván tại vòng SL1 (kỳ 63)         |
| Satomi Kana      | 7              | 6         | 59, 67-72                   | Thắng 3 ván tại vòng SL1 (kỳ 67)         |
| Nishiyama Tomoka | 6              | 6         | 67-72                       | Thắng 1 ván tại vòng SL1 (kỳ 68)         |
| Katō Momoko      | 6              | 4         | 65-66, 69-72                | Thắng 1 ván tại vòng SL1 (kỳ 70, 71)     |
| Itō Sae          | 6              | 3         | 65-67, 70-72                | Thắng 1 ván tại vòng SL1 (kỳ 67)         |
| Saida Haruko     | 6              | 2         | 43-44, 46, 50-51, 56        | Thắng 1 ván tại vòng SL1 (kỳ 44)         |
| Yauchi Rieko     | 5              | 4         | 50, 55-58                   |                                          |
| Ueda Hatsumi     | 4              | 3         | 60-62, 66                   | Thắng 1 ván tại vòng SL1 (kỳ 66)         |
| Chiba Ryōko      | 3              | 3         | 54-56                       |                                          |
| Kagawa Manao     | 3              | 3         | 63-65                       | Thắng 2 ván tại vòng SL1 (kỳ 63)         |
| Watanabe Mana    | 3              | 3         | 67-69                       | Thắng 3 ván tại vòng SL1 (kỳ 67)         |
| Nakamura Marika  | 2              | 2         | 62-63                       |                                          |
| Yamada Kumi      | 2              | 2         | 64-65                       | Thắng 1 ván tại vòng SL1 (kỳ 64)         |
| Hayashiba Naoko  | 1              | 1         | 40                          |                                          |
| Iwane Shinobu    | 1              | 1         | 60                          | Thắng 1 ván tại vòng SL1 (kỳ 60)         |
| Hasegawa Yūki    | 1              | 1         | 61                          |                                          |
| Honda Sayuri     | 1              | 1         | 62                          |                                          |
| Muroya Yuki      | 1              | 1         | 66                          |                                          |

## Thông tin bên lề
- Theo Maruta Yūzō, đại diện của Liên đoàn Shogi Nhật Bản thương lượng với tờ Nihon Keizai Shimbun, thể thức thi đấu là ý tưởng của Katō Jirō Danh dự Cửu đẳng, còn cái tên Vương Tọa chiến được Hanamura Motoji Bát đẳng đặt[19].
- Tại Vương Tọa chiến lần 21 (năm 1973), Ōno Gen'ichi Bát đẳng đã giành quyền khiêu chiến khi đã 62 tuổi. Mặc dù ông đã để thua 0-2 trước Nakahara Makoto Vương Tọa nhưng thành tích của ông vẫn được công nhận rộng rãi.
- Ōyama Yasuharu đã vô địch Vương Tọa chiến tổng cộng 9 kỳ trước khi nó trở thành giải danh hiệu chính thức. Mặc dù ông không đạt điều kiện cho Danh dự Vương Tọa, ông vẫn cho thấy khả năng phi thường của mình khi chiến thắng Katsuura Osamu trong loạt 3 ván của lần 29 khi đã 58 tuổi. Cùng năm đó, Ōyama cũng đã bảo vệ thành công danh hiệu Vương Tướng.
- Habu Yoshiharu giành danh hiệu Vương Tọa từ Fukusaki Bungo và giữ danh hiệu trong vòng 19 kỳ sau đó, lập nên một kỷ lục hết sức hiếm thấy. Trong khoảng thời gian đó, Fukusaki cũng thường được gọi là "Tiền Vương Tọa trên danh nghĩa". Bản thân Fukusaki cũng từng đùa rằng ông là "Danh dự Tiền Vương Tọa"[20]. Sau khi Habu mất danh hiệu vào tháng 9 năm 2011, Fukusaki không còn là Tiền Vương Tọa nữa, nhưng đây vẫn là một chủ đề thảo luận thường thấy.
- Mặc dù Habu bỏ lỡ cơ hội giành kỳ Vương Tọa thứ 20 liên tiếp vào năm 2011, ông đã thành công giành quyền khiêu chiến và giành lại danh hiệu vào năm 2012, để rồi lại mất danh hiệu vào năm 2017 và bị loại từ vòng đầu tiên của vòng Chung kết vào năm 2018, kết thúc kỳ lục 26 kỳ liên tiếp tham gia loạt tranh ngôi của ông, vượt qua kỷ lục 21 lần trước đó của Ōyama Yasuharu tại Danh Nhân chiến và Vương Tướng chiến. Đồng thời, 24 kỳ Vương Tọa của Habu cũng là kỷ lục sở hữu cùng một danh hiệu nhiều kỳ nhất.
- Tại vòng Sơ loại thứ Hai của kỳ 34, do nhầm lẫn nên số kỳ thủ tham gia vòng Chung kết bị thiếu 1 người. Do đó, 1 kỳ thủ thua trận chung kết của tổ mình đã được chọn ngẫu nhiên để bổ sung, và người được chọn là Waki Kenji Thất đẳng.
- Tại kỳ 67 (năm 2019), số hạt giống của vòng Chung kết vượt quá bán lần đầu tiên trong lịch sử - 10 kỳ thủ. Do đó, số kỳ thủ đi tiếp từ vòng Sơ loại thứ Hai là 6 kỳ thủ, ít nhất trong lịch sử. Lý do là vì kỳ thủ sở hữu danh hiệu duy nhất trong top 4 của kỳ 66 là Watanabe Akira Kỳ Vương, và sau Kỳ Thánh chiến kỳ 89, không có kỳ thủ nào sở hữu nhiều hơn 1 danh hiệu, do đó có đến 6 hạt giống là kỳ thủ sở hữu danh hiệu (Habu Yoshiharu Long Vương, Satō Amahiko Danh Nhân, Takami Taichi Duệ Vương, Sugai Tatsuya Vương Vị, Kubo Toshiaki Vương Tướng, Toyoshima Masayuki Kỳ Thánh).
- Tại kỳ 71 (năm 2023), Fujii Sōta Long Vương - Danh Nhân đã giành danh hiệu với chiến thắng 3-1 trước Nagase Takuya Vương Tọa để trở thành Bát quán đầu tiên trong lịch sử[21].
- Kể từ khi trở thành giải đấu chính thức, chỉ có 3 kỳ thủ thành công bảo vệ danh hiệu (giành danh hiệu 2 kỳ liên tiếp trở lên): Nakahara Makoto, Habu Yoshiharu, và Nagase Takuya. Nếu tính cả khi Vương Tọa chiến còn là giải không danh hiệu, vẫn chỉ có 4 kỳ thủ bảo vệ được danh hiệu (thêm Ōyama Yasuharu). Kỳ thủ Kobori Seiichi đã vô địch Vương Tọa chiến lần 4 (năm 1956) và tiến đến chung kết của Vương Tọa chiến lần 5 nhưng để thua 1-2 trước Matsuda Shigeyuki. Ōuchi Nobuyuki Bát đẳng cũng đã giành quyền khiêu chiến 3 lần liên tiếp từ lần 25, nhưng cả 3 lần đều gặp Ōyama Yasuharu và để thua 0-2.
- Cho đến kỳ 71 (năm 2023), chưa từng có kỳ thủ nào bắt đầu từ vòng Sơ loại thứ Nhất giành quyền khiêu chiến. Từ kỳ 65, đã có 5 kỳ thủ từ vòng Sơ loại thứ Nhất lọt vào top 4 (mỗi kỳ 1 người cho đến kỳ 70), trong đó 4 người tham gia ván XĐKCG nhưng không giành được quyền khiêu chiến. Tuy nhiên, ở kỳ 66 (năm 2018), đã có 2 kỳ thủ tiến vào top 4 từ vòng Sơ loại thứ Nhất là Nagase Takuya và Fujii Sōta, một sự việc chưa từng thấy từ khi giải đấu trở thành giải tranh danh hiệu chính thức. Cả 2 kỳ thủ đều dừng bước tại bán kết.
- Cho đến bây giờ, chưa từng có ván nào trong loạt 5 ván của Vương Tọa chiến kết thúc bằng bế tắc.

## Link ngoài
- Liên đoàn Shogi Nhật Bản: Vương Tọa chiến
- Nhật Bản kì viện - tổ chức lãnh đạo cờ vây Nhật Bản: Vương Tọa chiến